# 수늘임
수늘임은 수상전에서 유효한 수단으로 수수를 늘리면서 상대방과의 차이를 벌리는 것이다.